# کارلیفکا
کارلیفکا (به روسی: Карлівка) شهر در استان پولتاوا در کشور اوکراین است. جمعیت این شهر ۱۴,۱۷۲ نفر (۲۰۲۱ تخمینی)است.

## نگارخانه

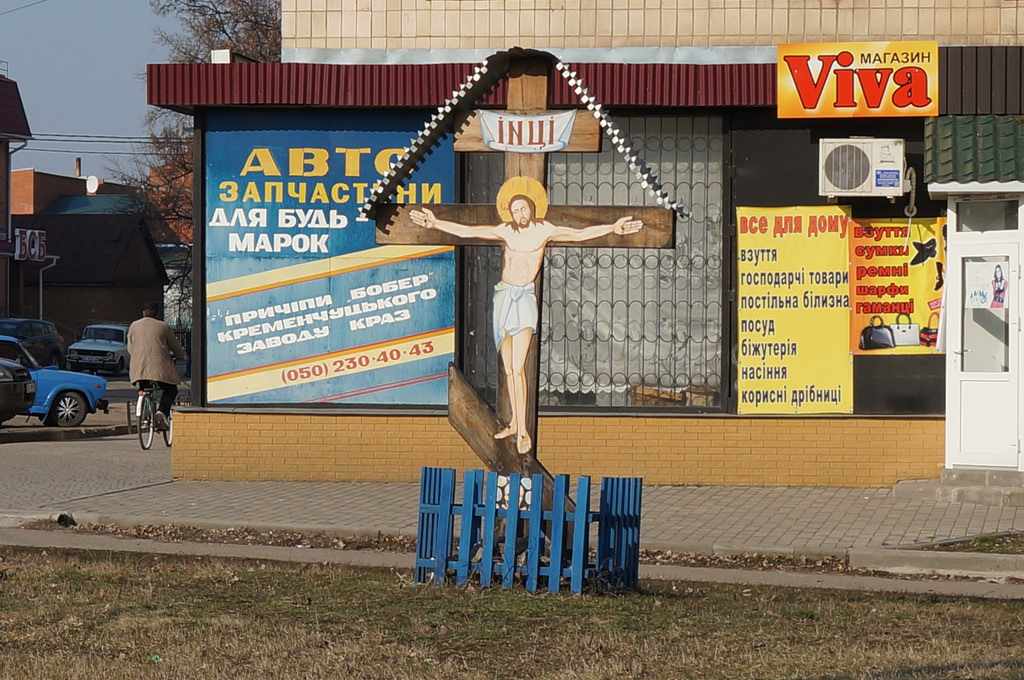
A crucifix in Karlivka
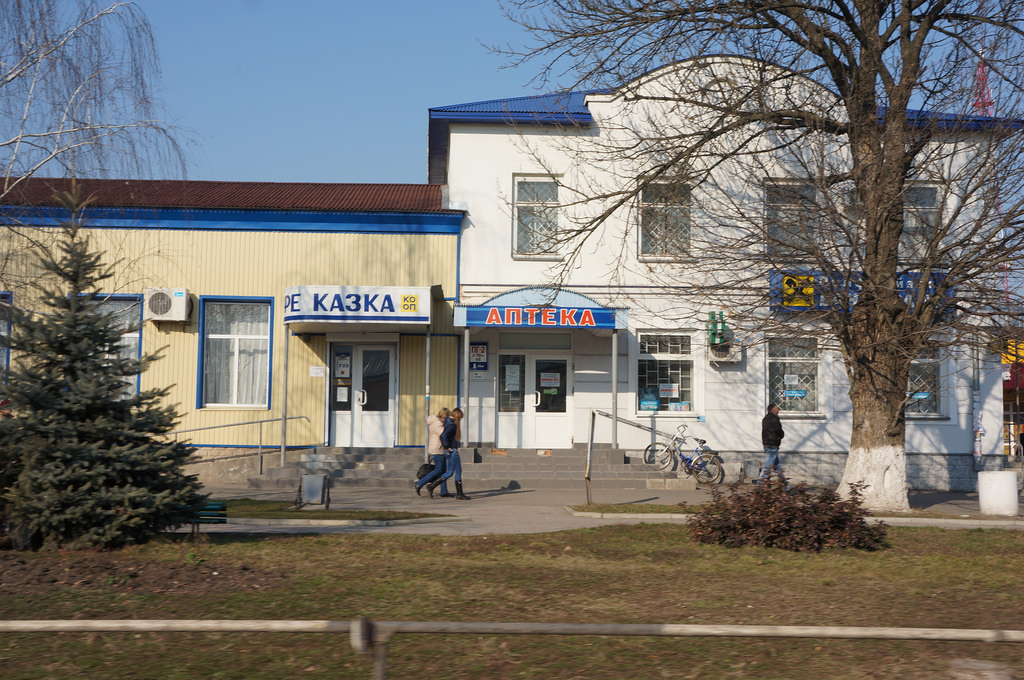
Central part of Karlivka
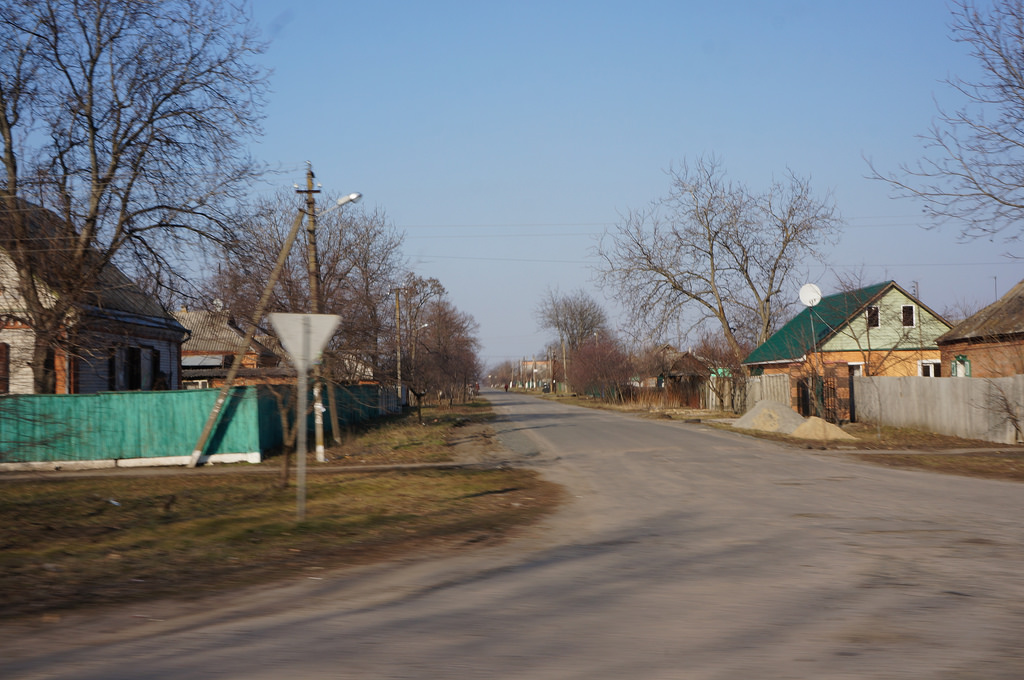
A typical street in Karlivka